# MPEG-7
MPEG-7 is een techniek waarmee informatie (metadata) in multimedia bestanden kan worden doorzocht, geïndexeerd, gefilterd en toegankelijk kan worden gemaakt. MPEG-7 wordt gebruikt als een meta-informatiesysteem als aanvulling op MPEG-1, 2 en 4.

## MPEG-7 description
MPEG-7 description kan twee vormen aannemen: een tekstuele XML vorm, die bruikbaar is voor bewerken, zoeken, filteren en browsen of een binaire vorm, geschikt voor bewaren, versturen en streaming.

## De vier elementen van MPEG-7
MPEG-7 specificeert vier elementen, namelijk: 
- Descriptors (D)
- Description Schemes (DS)

Samenwerking tussen verschillende elementen van MPEG-7

- Description Definition Language (DDL)
- Coderingsschema's.

Een 'descriptor' kan een beschrijving geven van de kleuren, vormen, audio spectrum en audiosterkte in een film, maar ook bijvoorbeeld van de titel of een auteur. De manier waarop een 'descriptor' wordt beschreven, is gedefinieerd door de 'Description Definition Language'. Dit is de taal waarin de beschrijving wordt opgeslagen. De DDL is gebaseerd op XML. De totale beschrijving van een multimedia bestand levert veel losse beschrijvingen op. Om toch een structuur te behouden, wordt er gebruikgemaakt van 'Description Schemes'. Dit schema kan worden opgeslagen in een XML bestand zodat het heel gemakkelijk te bewerken, te doorzoeken, filteren en te verwerken is. Een nadeel hiervan is dat het ongecomprimeerd is. Het antwoord op dit probleem is BiM, 'Binary format for MPEG-7'. Door gebruik te maken van ‘coderingsschema’s’ ontstaat er een binair gecomprimeerd bestand dat gemakkelijk getransporteerd kan worden.

## 6 functionele gebieden binnen MPEG-7
1. De basiselementen: dit zijn de bouwstenen. Het gaat hier om 'schema tools' en 'basic tools': deze kunnen bijvoorbeeld linken maken naar multimedia bestanden, inhoud lokaliseren en tijd, personen en plaatsen beschrijven.
2. Inhoud Management wordt gebruikt voor het beheren van de inhoud. Het kan hierbij gaan over de beschrijving van de creatie en productie van het multimedia bestand, maar ook over de manier waarop het bestand is gecodeerd en opgeslagen of voor welke leeftijden de film of het genre geschikt is.
3. Inhoud beschrijvingen: MPEG-7 analyseert de inhoud van het multimedia bestand en zoekt zo naar structurele eigenschappen (segmenten), bijvoorbeeld audio-, video- en audio-visuele segmenten en bewegende regio's in een frame, maar er zijn natuurlijk ook regio's die stil staan. Het 'Still Region Description scheme' beschrijft een regio van een afbeelding of een frame uit een video. De nadruk ligt hier niet op de segmenten, maar op de gebeurtenissen die plaatsvinden.
4. Navigatie en toegang. Er zijn verschillende 'description schemes' die het navigeren ondersteunen. Een voorbeeld is het zogeheten variatie schema (variation description scheme). Dit beschrijft de relaties tussen de verschillende variaties van het multimedia bestand. Dit kunnen variaties zijn in de compressie, hoge/lage resolutie of verschillende talen. Ook zorgt MPEG-7 ervoor dat een server de beste variatie van het multimedia bestand kiest om dit over het internet te streamen.
5. Inhoud organisatie maakt gebruik van twee schema’s. Het collectieschema (collection description scheme) beschrijft collecties van multimedia bestanden, beschrijvingen en semantische concepten. Het modelschema (model description scheme) beschrijft de analytische en statistische modellen.
6. Interactie van de gebruiker. MPEG-7 onthoudt de voorkeuren van de gebruikers die zij kiezen bij het gebruik van het multimedia bestand.

Als de metadata (bijvoorbeeld de auteur, titel, acteurs en nog veel meer) verwerkt zijn binnen MPEG-7, kunnen deze worden geïndexeerd en kan MPEG-7 beginnen te werken. Zo ontstaat er een compleet multimedia platform dat veel transparanter zal zijn dan bijvoorbeeld "Google".

## De metadata
De metadata kunnen worden opgeslagen op een centrale server en bij de eindgebruikers. Bijvoorbeeld, een Dvd-speler kan een vraag sturen naar de database via een netwerk om gegevens op te vragen. De 'annotation' en 'extraction' zijn de manieren waarop de metadata verkregen kunnen worden. De Dvd-speler is op dit moment de ontvanger. Dit zal niet gebeuren met zelfgemaakte video's, ze kunnen wel hun eigen metadata toevoegen. De metadata kunnen ook worden meegestuurd met het multimedia bestand, zodat er lokaal een 'query' op losgelaten kan worden. 